# Flaschenöffner

Benutzung eines Flaschenöffners

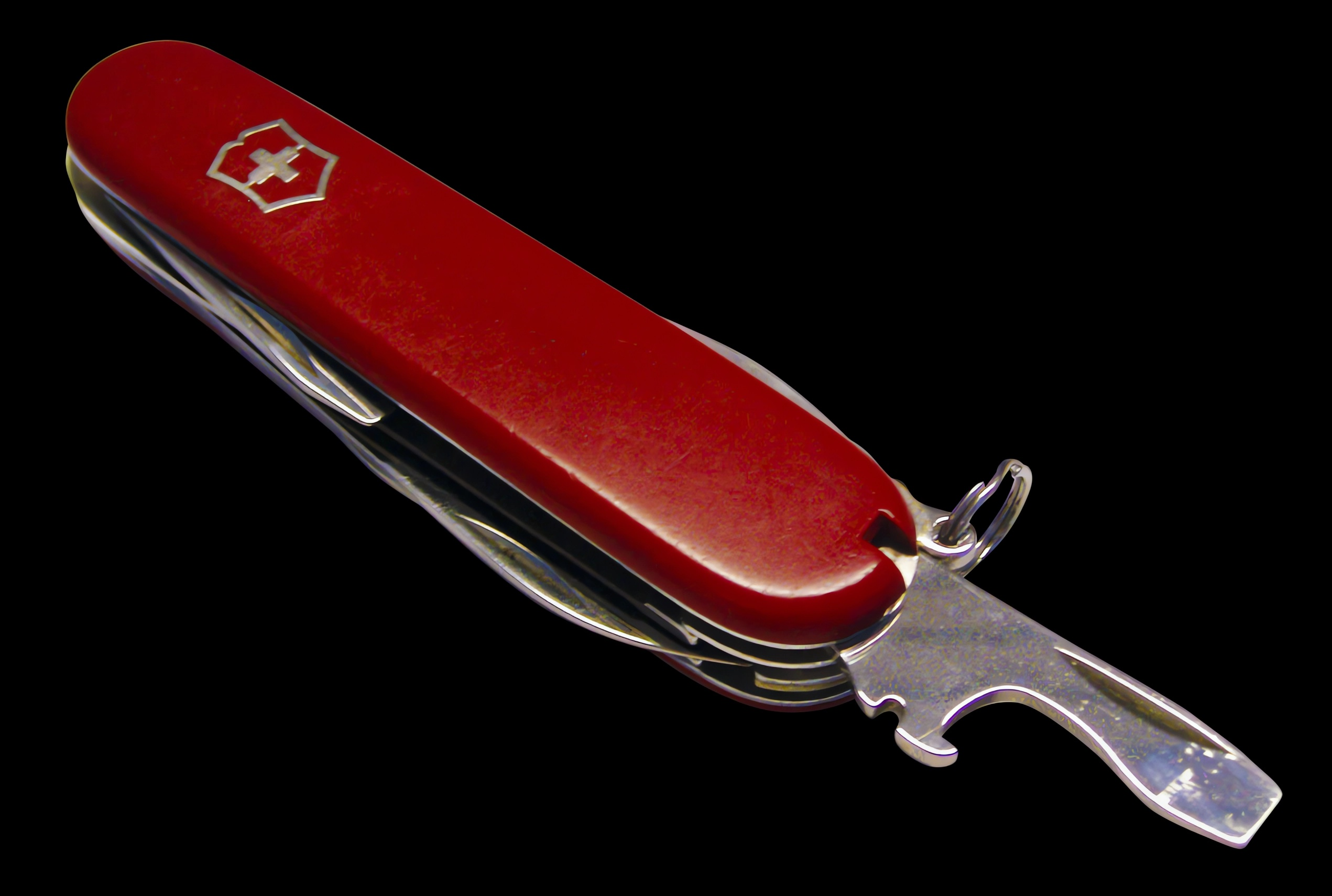
Schweizer Taschenmesser mit einer Kombination aus Kapselheber und Schraubenzieher

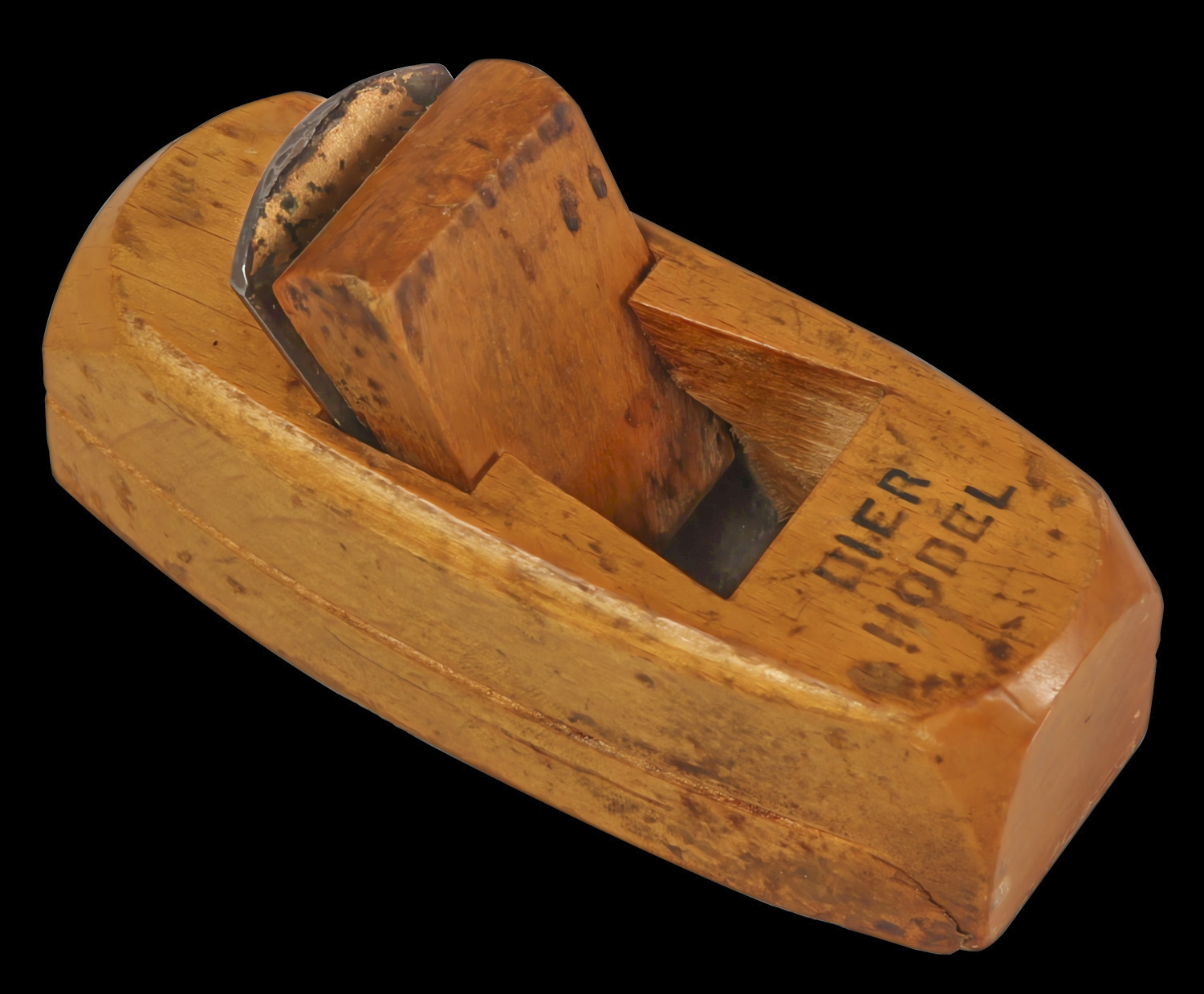
Alter Holz-Flaschenöffner Typ Bierhobel

Flaschenöffner mit Holzgriff (etwa 1970)

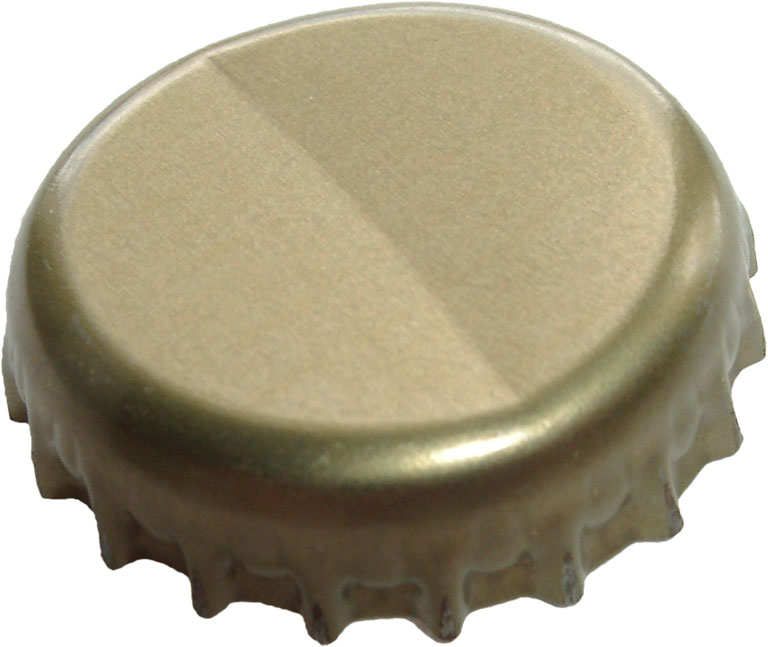
Verformter Kronkorken nach Abhebelung

Ein Flaschenöffner ist im einfachsten Fall als Kapselheber ein Werkzeug zum Entfernen von Kronkorken einer Flasche.

## Geschichte
Die ersten Flaschenöffner kamen zusammen mit der Einführung der Kronkorken auf den Markt: das Bottle Uncapping Tool, patentiert 1893 durch Alfred Louis Bernardin, und der Capped-Bottle Opener, patentiert 1894 durch William Painter. Beide sind sich in der Funktionsweise eines Bügels für die Auflage und einer Kante zum Einhaken recht ähnlich.

## Kapselheber
Es gibt vielerlei Flaschenöffner, die sich nicht nur im Design, sondern auch in der Hebeltechnik unterscheiden.
Stets wird ein Haken oder eine Leiste unter den Rand des Flaschendeckels geschoben, Gegendruck auf den Deckel ausgeübt und der Kronkorken weggehebelt.
Ist der Haken oder die Leiste am Ende des Öffners, drückt man den Griff nach unten, ist er nahe dem Griff, drückt man diesen nach oben.
- Bild "Benutzung eines Flaschenöffners": Ein flaches Metallstück hat eine Aussparung im Innern mit zwei parallel gegenüberliegenden Kanten; eine von ihnen liegt quer auf dem Kronkorken, während die andere unter den Rand des Kronkorkens greift und ihn nach oben zieht. Manche kleinen und mittelgroßen Locher haben in der Hebelplatte eine Aussparung als eingebauten Kapselheber dieser Bauart.
- Bild "Schweizer Taschenmesser": Als Sparversion dient ein flaches Metallstück mit einer Aussparung am Rande, deren eines Ende auf den Deckel drückt, während das andere unter den Rand des Kronkorkens gehakt wird. Ist das Metallstück sehr flach und der Griff zu hoch, kann man damit zur Seite wegkippen oder abrutschen.

Man kann Kronkorken auch ohne Kapselheber entfernen:
- Mit Gegendruck auf das Glas: Mit einem Schraubenzieher dreht man an mehreren Stellen das Kapsel-Blech nach außen.
- Mit Gegendruck auf die Finger, die den Hals der Flasche umfassen: Hierzu genügt beispielsweise ein Feuerzeug, ein Lineal oder eine zweite (mit Kapsel verschlossene) Flasche als Hebel. Es eignet sich jeder Gegenstand, der als Hebel an der Kapsel angesetzt werden kann.
- Es gibt vereinzelt Menschen, welche mit den Zähnen hebeln.
- Oder man setzt den Rand des Verschlusses auf eine Tischkante und drückt oder schlägt mit der Hand auf den Verschlussrand gegenüber der Tischkante. Dieses Verfahren führt häufiger als andere zum Gushing.
- In Nordamerika haben viele Bierflaschen ein Gewinde zwischen Flaschenrand und Kronkorken und können mit einem kräftigen Dreh geöffnet werden.

## Multifunktionale Flaschenöffner

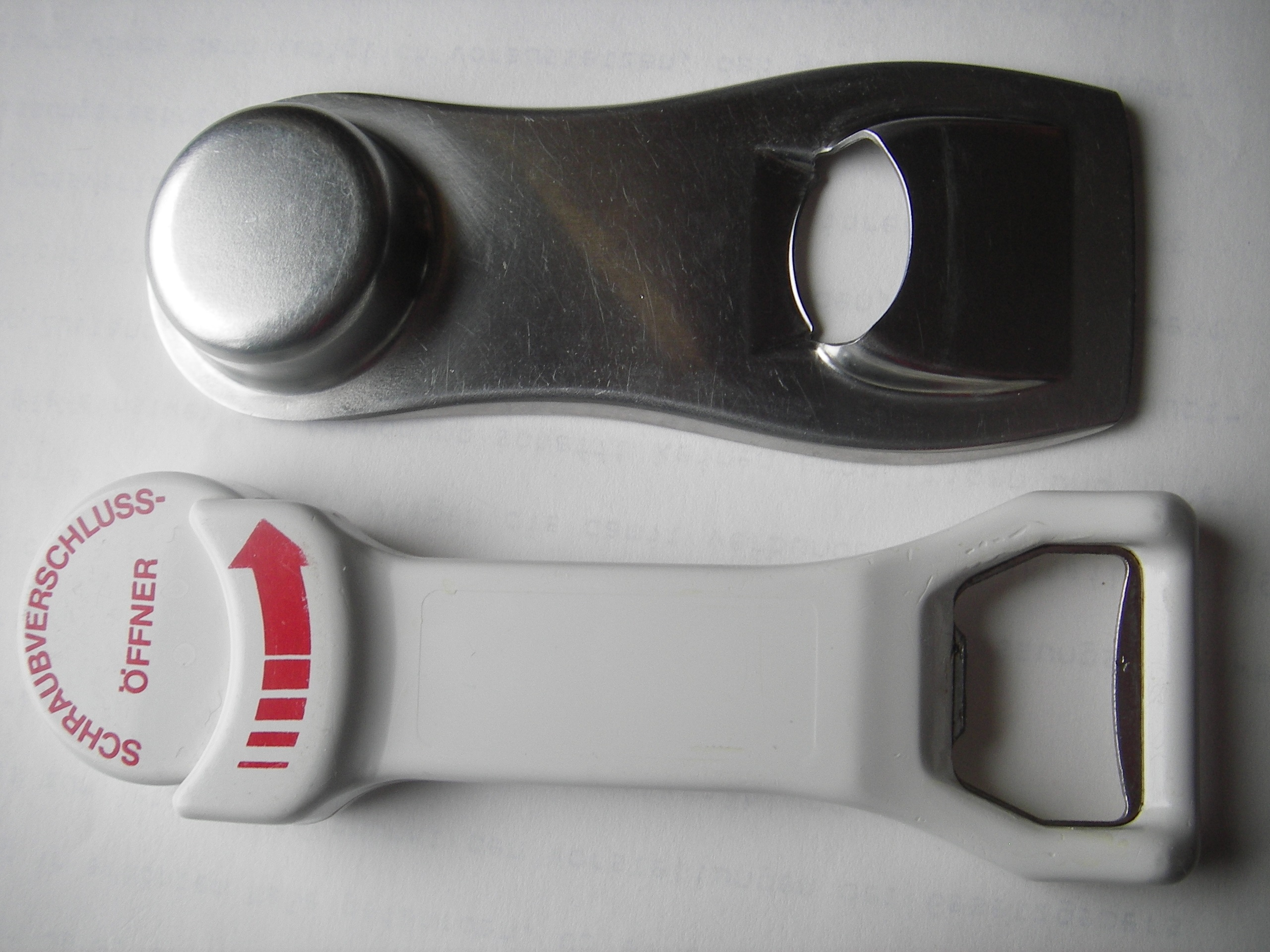
Zwei Flaschenöffner von oben …
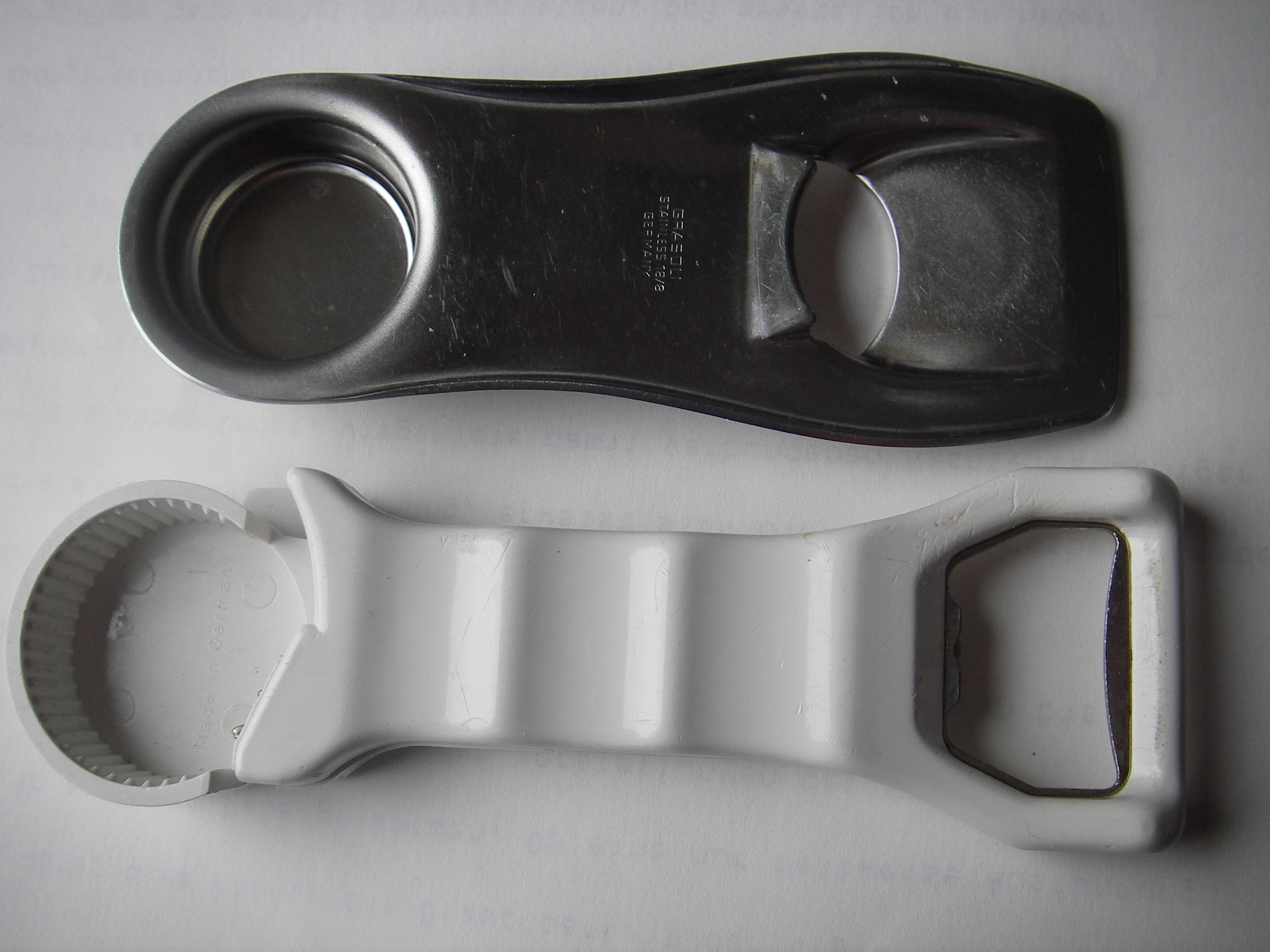
… und von unten
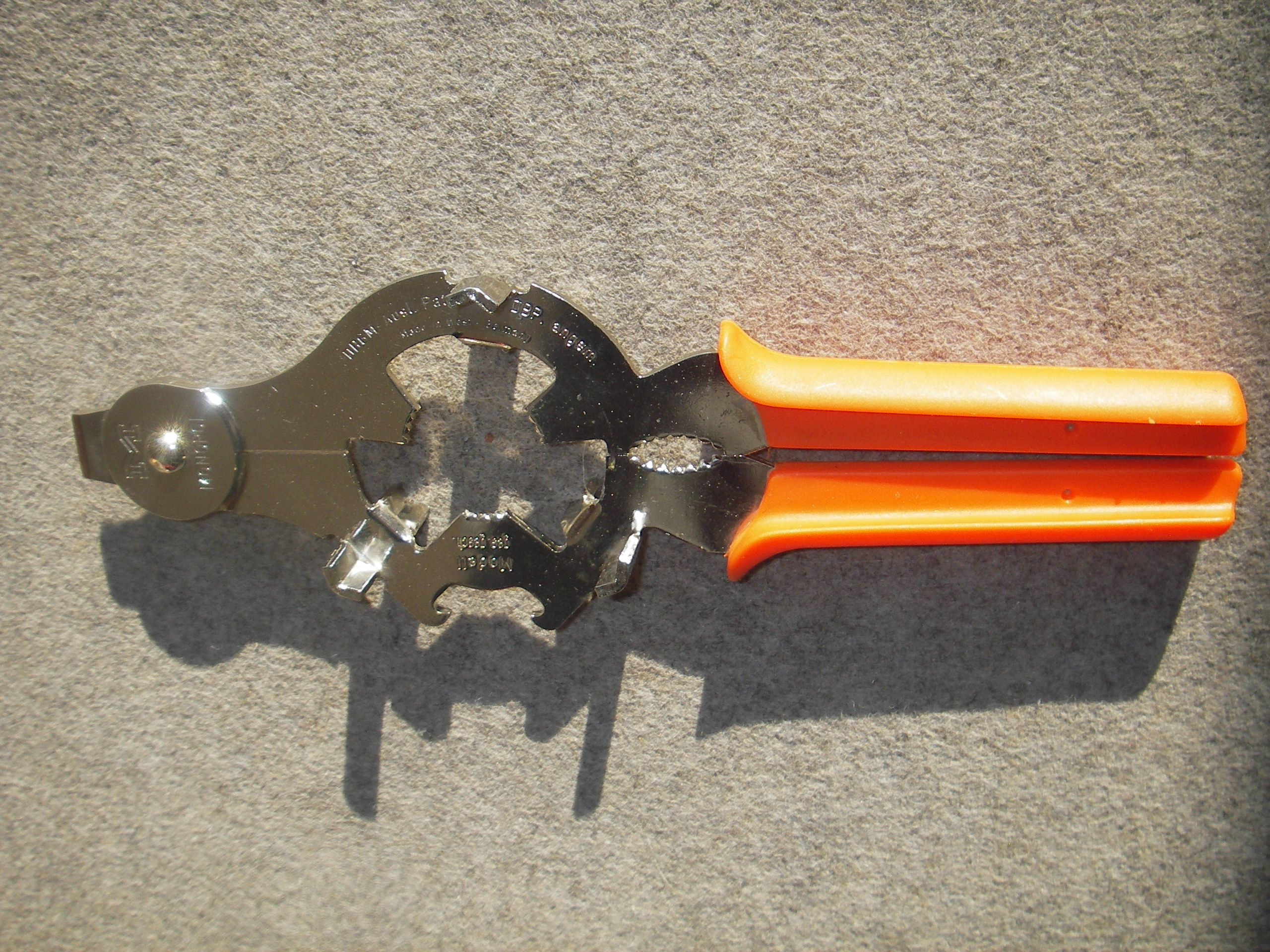
Deckelzange mit zwei Kapselhebern und zwei Schraubverschluss-Öffnern

Die ersten zwei Bilder zeigen
- oben einen Kapselheber von Grasoli (jetzt Carl Mertens) aus Stahl, mit welchem man die Kapseln unverbogen abheben, wieder aufdrücken und mit dem Hohlkonus gasdicht zusammendrücken kann. Das Abheben kostet mehr Kraft als verbiegendes Abheben, wegen kleinerer Hebelwirkung;
- unten einen Sprudelflaschenöffner mit schwenkbarem Kopf, der den geriffelten Schraubdeckel gegen zwei kleine Metall-Einsätze im Griff drückt und dadurch gegen Rutschen sichert, mit einem einfachen Kapselheber.

Eine Deckelzange oder Küchenzange im dritten Bild hat vier Öffner für Flaschen, nämlich zwei Schraubdeckel-Öffner (in der Symmetrie-Achse) und zwei Kapselheber (im Bild ganz unten), einen zum gewohnten Hochdrücken und einen zum leichteren Niederdrücken.

## Verschiedenes

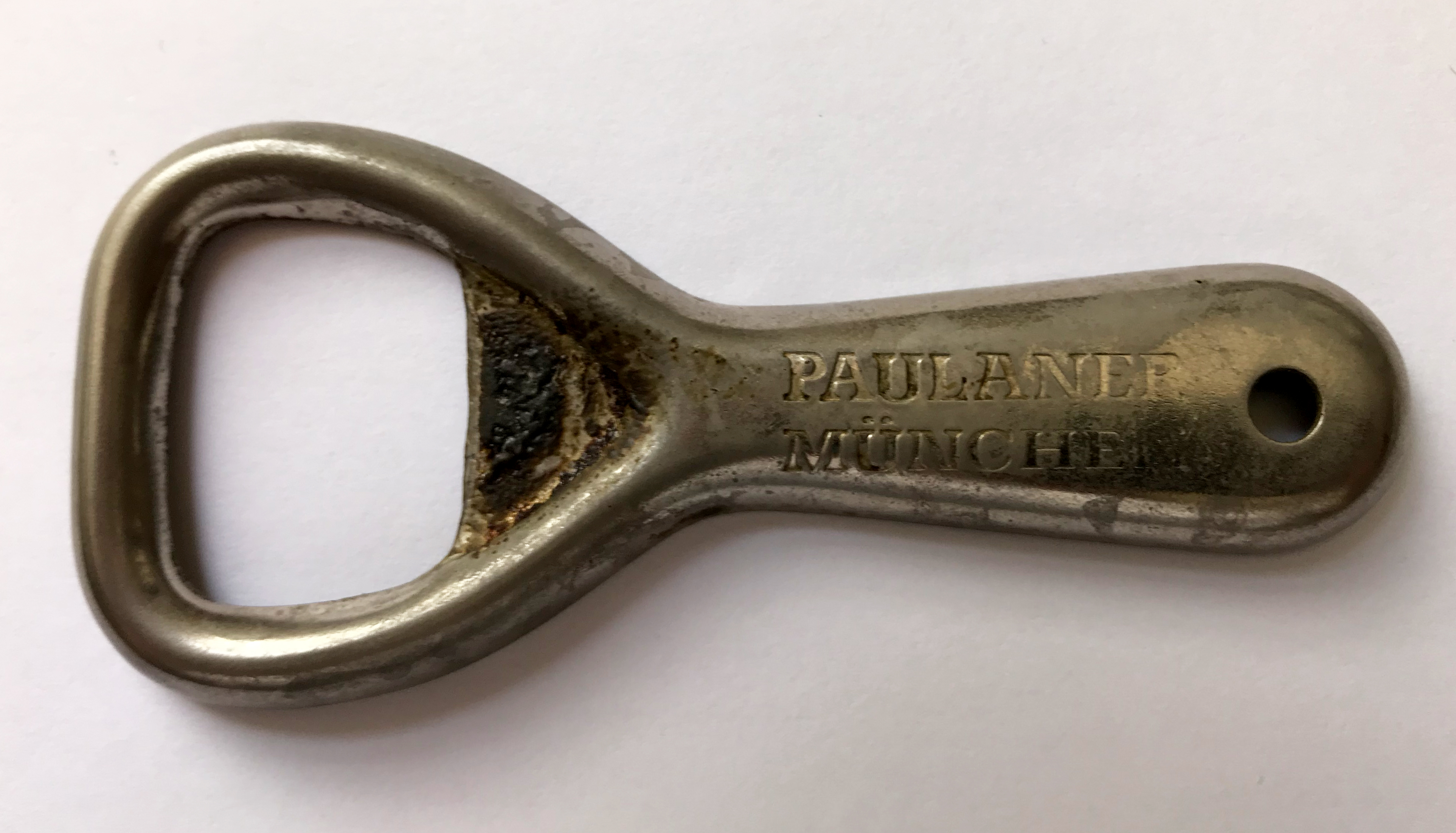
Flaschenöffner (Werbegeschenk, etwa 1960)

- Flaschenöffner werden als Werbeartikel verwendet, sei es von der Getränkeindustrie oder auch von branchenfremden Unternehmen.
- Es gibt sie als Gimmicks in speziellen Formen oder in andere Geräte, etwa Feuerzeuge, integriert.
- Das Shanghai World Financial Center trägt den Spitznamen „Flaschenöffner“.
- „Siebzehner“ bzw. „17er-Schlüssel“ (ein Gabelschlüssel mit einer Schlüsselweite von 17 mm) ist vor allem bei Schlossern, Mechanikern, Installateuren und verwandten Berufen ein umgangssprachliches Synonym für einen Bieröffner. Bekannt ist der Begriff „17er-Schlüssel“ in großen Teilen des deutschen Sprachraums.

## Ähnliche Werkzeuge

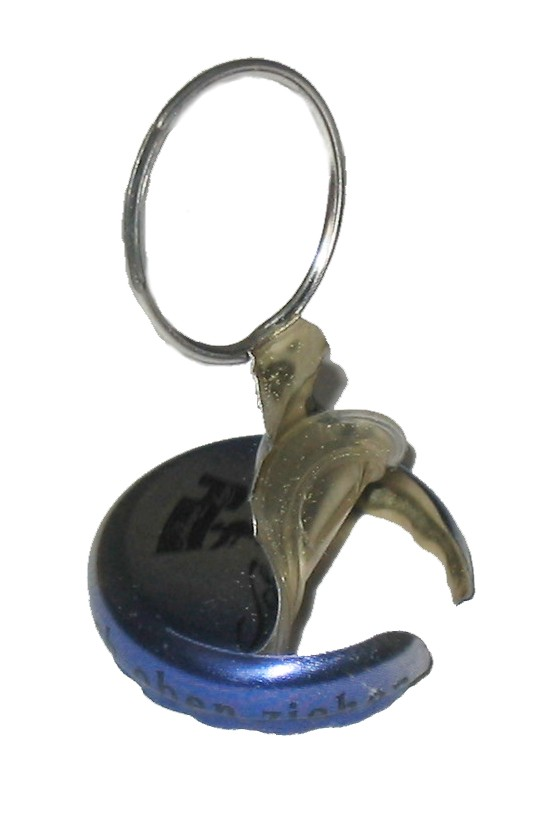
Aufzieh-Lasche als Flaschenöffner

- Korkenzieher
- Dosenöffner
- Bügelverschluss
- Sektflaschenöffner